# Avvolgipallet

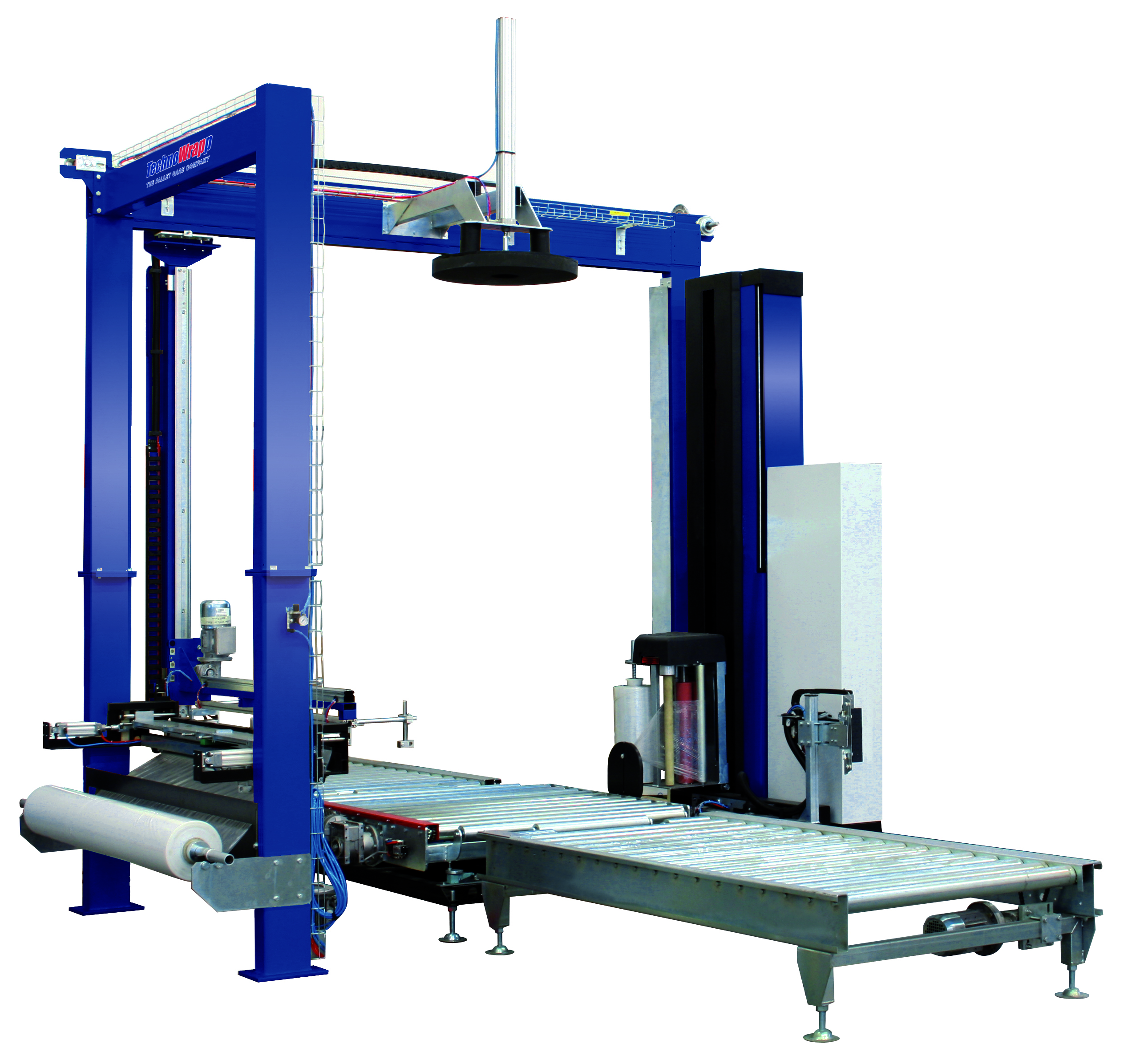
Avvolgipallet automatico a piattaforma rotante

Un avvolgipallet (fasciapallet o avvolgitore pallet) è una macchina creata per l'imballaggio di unità pallettizzate con film estensibile. Lo scopo è di proteggere e stabilizzare il prodotto sul pallet per prepararlo allo stoccaggio in magazzino o al trasporto. L'operazione di avvolgimento del carico può avvenire in diversi modi in base alla tipologia di avvolgipallet, per tutti però l'avvolgimento avviene attraverso lo svolgimento di una bobina di film estensibile attorno al carico, che per via del calore, la porta a restringersi e ad aderire ad esso. Il numero di giri adatti alla stabilizzazione del carico dipendono dalla tipologia del prodotto e dallo scopo dell'imballaggio (sola copertura o anche stabilizzazione).
Gli avvolgipallet possono essere di diverso tipo in base al livello di produzione di un'azienda: manuali, robot, semi-automatici e automatici e in quest'ultima categoria troviamo gli avvolgitori orizzontali o verticali, questi ultimi a piattaforma rotante, braccio rotante o anello rotante.

## Tipologie

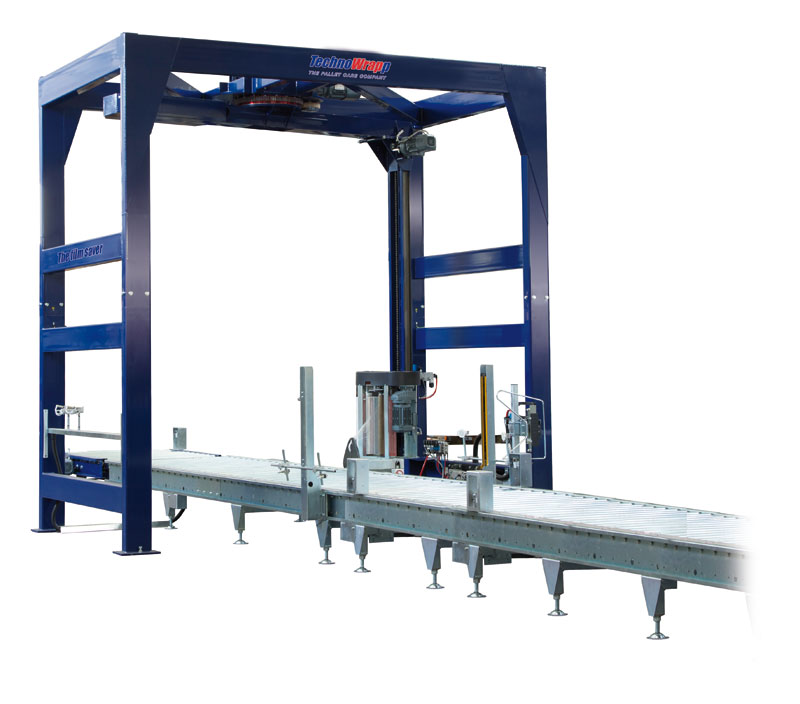
Avvolgipallet automatico a braccio rotante

### Robot fasciapallet
Il robot fasciapallet è una macchina di piccole dimensioni che gira attorno al pallet fermo e, seguendo la forma del pallet grazie ad un sensore, ne avvolge la superficie.

### Avvolgitori semi-automatici
Gli avvolgipallet semi-automatici avvolgono in modo automatico il carico. Un operatore deve posizionare il pallet nella zona di avvolgimento, agganciare su di esso il primo lembo di film e avviare l'avvolgimento. Una volta che la macchina avrà finito il ciclo di avvolgimento, l'operatore dovrà tagliare il film e rimuovere il pallet dalla zona di avvolgimento per procedere con l'avvolgimento di un nuovo carico. Questo tipo di avvolgitore può essere adatto ad aziende che non producono più di 20 pallet all'ora, anche se molte aziende possono avere la necessità di affidarsi ad una macchina automatica già a questi livelli di produzione.

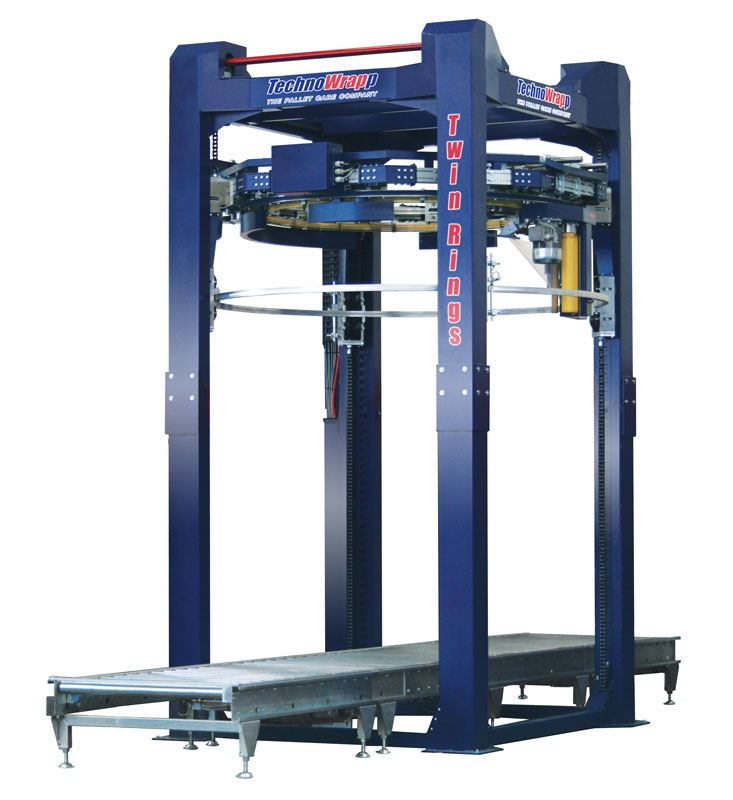
Avvolgipallet automatico ad anello rotante

### Avvolgitori automatici
A differenza degli avvolgitori semi-automatici, gli avvolgipallet automatici vengono solitamente inseriti alla fine della linea produttiva collegati direttamente alla macchina che pallettizza il prodotto. Interfacciandosi con tutto il resto della linea automatica, il fasciapallet automatico rileva in autonomia l'arrivo del pallet, lo avvolge, salda l'ultimo lembo di film e lo trasferisce alla fine della linea (dove può attenderlo un magazzino automatico o un operatore che lo trasferirà in magazzino). Questo tipo di macchina lavora quindi in linee produttive completamente automatizzate, all'operatore è solo richiesto di effettuare l'operazione del cambio bobina di film. Questo tipo di avvolgitore è adatto ad aziende che producono almeno 10 pallet all'ora. I fasciapallet automatici possono essere verticali oppure orizzontali.

#### Avvolgitori automatici orizzontali
Gli avvolgitori automatici orizzontali sono utili per avvolgere prodotti molto lunghi come ad esempio lunghe assi di legno o tubi. Il prodotto scorre orizzontalmente nell'area di avvolgimento e la macchina lo avvolge in tutta la sua lunghezza.

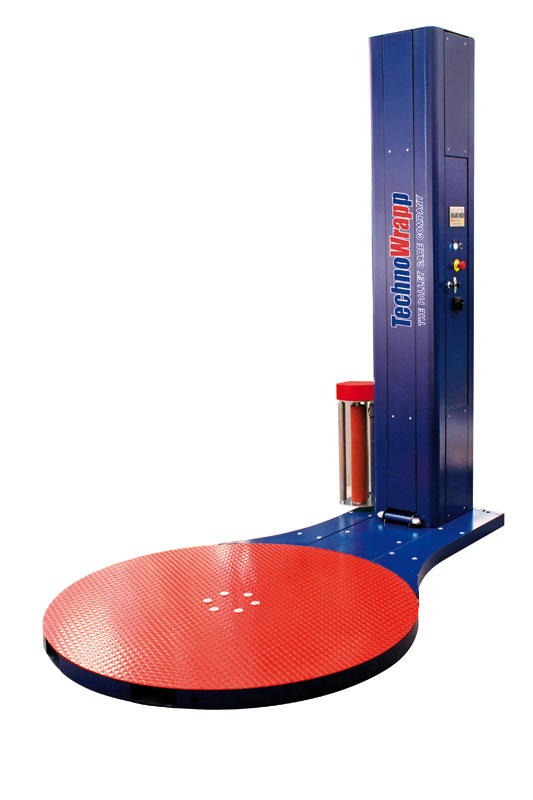
Avvolgipallet semi-automatico a tavola rotante

#### Avvolgitori automatici verticali
Gli avvolgipallet automatici verticali avvolgono i prodotti pallettizzati sui pallet in legno. Il pallet entra nella zona di avvolgimento e la macchina lo avvolge in tutta la sua altezza posizionando, se richiesto, anche un foglio per la copertura superiore del carico, così da garantire protezione da polvere, acqua e umidità. Questo tipo di macchina può essere di tre tipologie: piattaforma, braccio o anello rotanti.

##### A piattaforma rotante
Con gli avvolgipallet a piattaforma rotante, il pallet viene posizionato direttamente sulla piattaforma girevole. Il film estensibile viene svolto attorno al pallet dal carrello di prestiro che scorre lungo una colonna mentre la piattaforma fa roteare il pallet.

##### A braccio rotante
A differenza degli avvolgitori a piattaforma rotante, con gli avvolgitori a braccio rotante il pallet rimane fermo ed è il braccio della macchina a ruotare attorno al pallet svolgendo il film estensibile su tutta la sua superficie.

##### Ad anello rotante
Con gli avvolgipallet ad anello rotante il pallet resta fermo sull'area di avvolgimento come nel caso degli avvolgitori a braccio, ma in questo caso il film viene steso sul pallet per mezzo di un anello che circonda il pallet e lo avvolge per tutta la sua altezza. Con gli avvolgitori ad anello è inoltre possibile effettuare avvolgimenti particolari (es. solo la base e la parte alta del pallet o l'avvolgimento distinto di due pallet sovrapposti).